# 取り入れ
取り入れ（とりいれ、Introjection、ドイツ語: Introjektion）とは、精神分析学の用語であり複数の意味を持つ。一般的には、周囲の取り巻く世界の行動、属性、他の断片などを、自身が再現しようとするプロセスと見なされる。取り入れは、投影の初期段階として記されている。 防衛機制の一つであり「レベル2、未熟な防衛」に分類される。
類似の概念には、識別、組み込み（incorporation）、 内面化（Internalization）がある。たとえば友人が「ばかげている！」といった言動をよく使っていると、それを何度も聞いた人もその特性を拾い上げ、同じように真似をするようになる場合である。個人の境界線が弱い者は、防衛機制として取り入れを用いる傾向がある。